# パリの解放
第二次世界大戦における連合国によるパリの解放（パリのかいほう、フランス語: Libération de Paris、ドイツ語: Befreiung von Paris）は、1944年8月19日から8月25日に行われた戦い。西部戦線とフランスの歴史における大きな節目であった。

## 背景
1944年6月6日にノルマンディー上陸作戦が行われて以降、占領者であるドイツ軍とその傀儡・ヴィシー政権に対する「フランス国」国内のレジスタンス運動の動きはさらに活発化した。北アフリカのアルジェに位置するフランス共和国臨時政府は、独自の軍隊であるフランス解放軍（Armée française de la Libération）及びレジスタンスの統合組織全国抵抗評議会（Conseil National de la Resistance CNR）とその傘下のフランス国内軍（FFI）を支配下に置いていた。しかし全国抵抗評議会は右派から左派までの寄り合い所帯であり、一枚岩の組織ではなかった。
臨時政府の代表であったシャルル・ド・ゴールは、戦後における自らの影響力を確保するためには臨時政府による早期のパリ解放が不可欠であると考えており、全国抵抗評議会に参加している左派勢力主導の解放は望んでいなかった。ド・ゴールは連合国軍ヨーロッパ戦域最高司令官ドワイト・D・アイゼンハワー大将にパリ攻略を急ぐよう何度も要請したが、アイゼンハワーの司令部はドイツ軍の抵抗が強固であると予想されること、占領した際のパリを給養する物資が膨大なものになると予想されること、ヴィシー政府の退陣を待ってフランス国民が臨時政府を受け入れる用意が出来るのが望ましいことなどを理由に、パリを一部部隊で包囲するにとどめる計画であった。8月19日にはアメリカ軍第3軍第15軍団第79師団がセーヌ川のほとりにあるイヴリーヌ県マント＝ラ＝ジョリーに到着した。
ドイツ側では、総統アドルフ・ヒトラーは「パリの失陥はフランスの失陥であり、ドイツの敗勢の象徴とみなされる」とし、8月7日にディートリヒ・フォン・コルティッツ歩兵大将をパリ防衛司令官に任命した。8月11日にはヒトラーは個人的理由からパリに架かる橋をすべて爆破した上で、最後の一兵まで戦うよう命令を出したが、コルティッツ大将は市内での防衛が無意味であり、パリ外周での防衛に留めるべきと考えた。当時の上官である西方軍集団ギュンター・フォン・クルーゲ元帥もこれを承認した。

## 経緯

### パリのレジスタンス蜂起

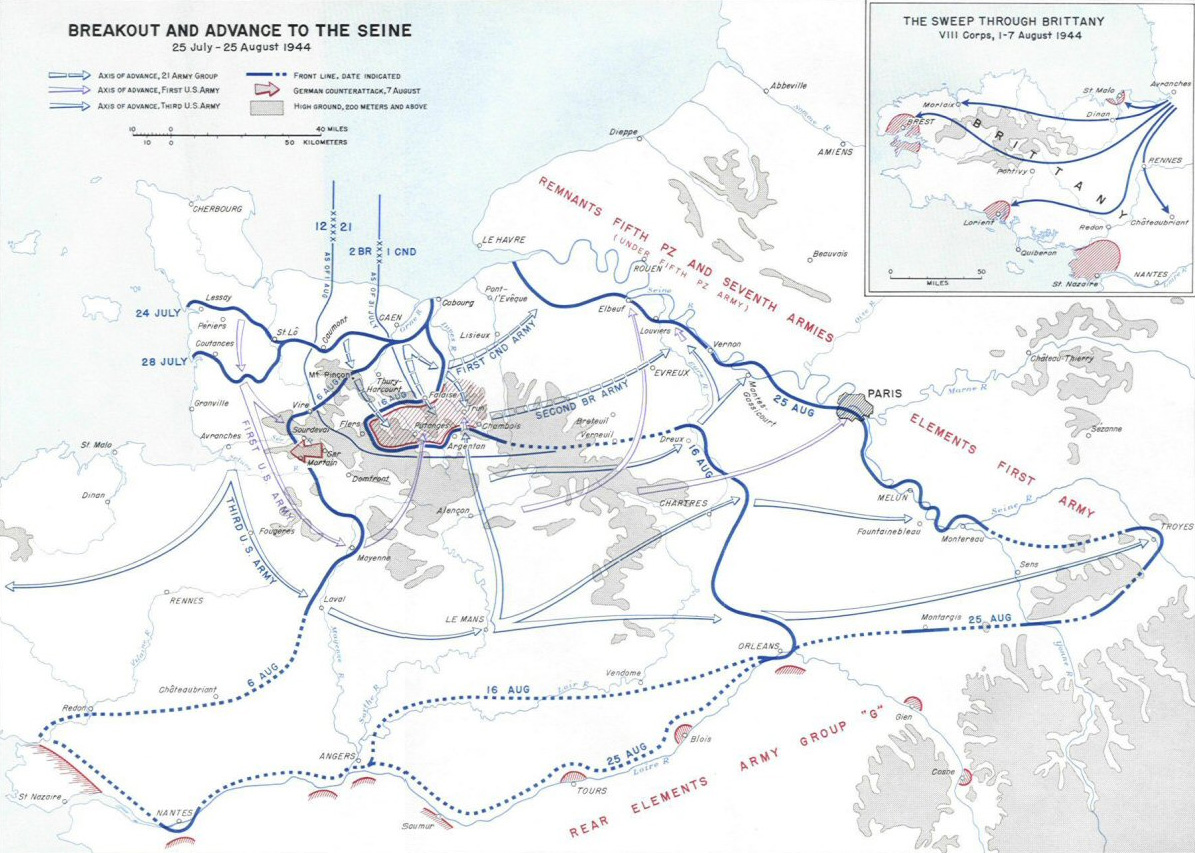
連合国軍の進軍経路

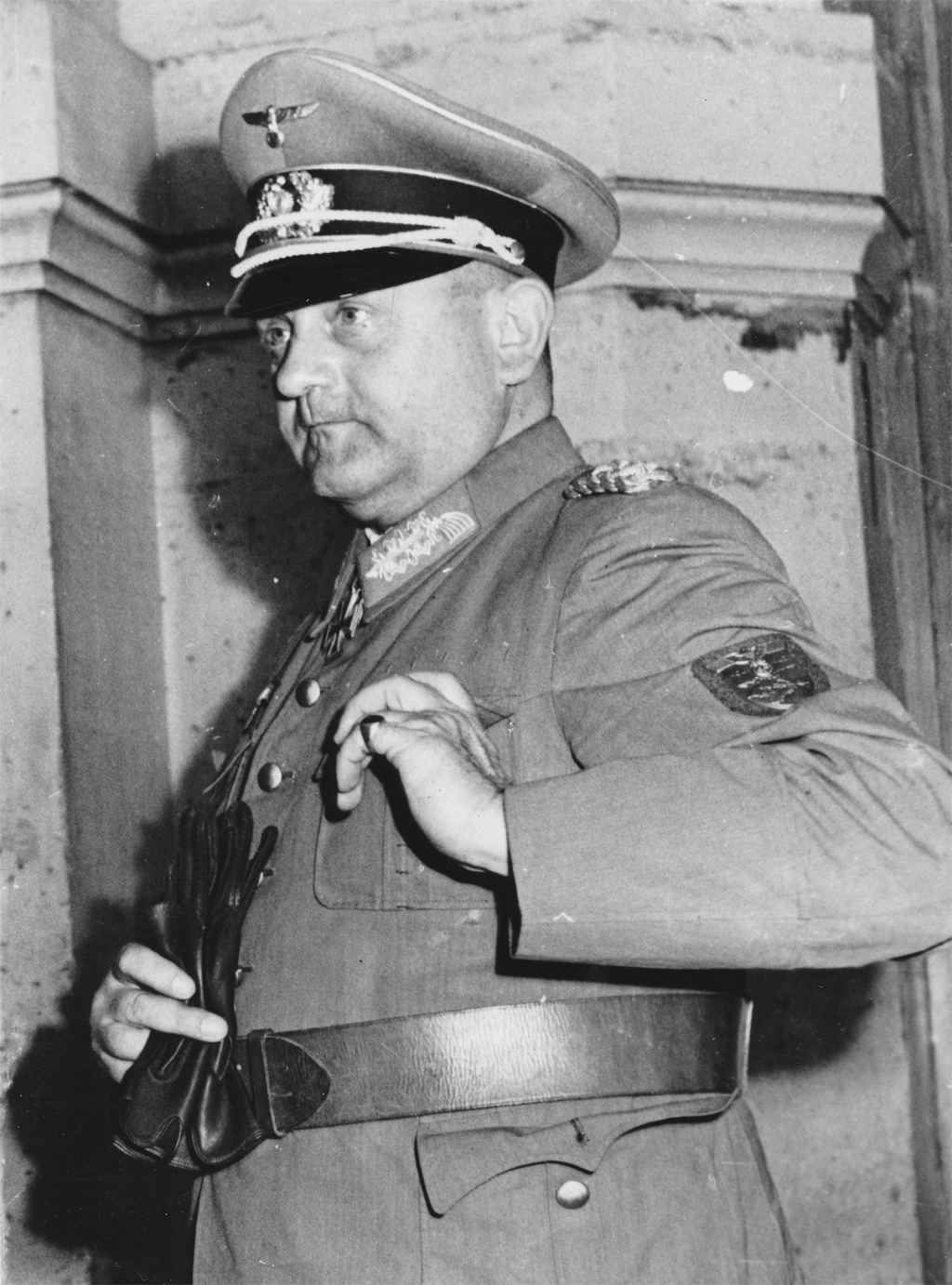
フォン・コルティッツ

一方パリでは8月15日に、パリ地下鉄、フランス国家憲兵隊、警察が、翌16日には郵便局員がストライキに入った。8月18日にはゼネストがパリ全域の労働者に広がった。8月19日午前7時、パリ市内のレジスタンスが蜂起を開始した。蜂起を主導したのはフランス国内軍であり、総兵力は2万人であったが、装備は劣悪であった。
対するパリ防衛司令官コルティッツ大将率いるドイツ軍も2万人の兵力を持っていたが、兵員の大半はパリ市外に出ており、市内にいるのは5～6千人であった。レジスタンスは12の区役所、郵便局などの施設を占拠してトリコロールを掲げ、シテ島のパリ警視庁本部では、警察官がこれに呼応して蜂起したが、午後になると装備に優れたドイツ軍の攻勢が開始され、レジスタンスの拠点は徐々に孤立していった。
コルティッツ大将は、翌日の日の出30分後に鎮圧しようとしていたが、午後7時に中立国スウェーデンのラウル・ノルドリンク総領事が死傷者収容のための休戦を提案した。コルティッツ大将はフランス国内軍らレジスタンスは「暴徒」であって、休戦の対象となる「交戦団体」ではないとしたが、戦闘を停止してフランス国内軍を交戦団体扱いし、一部管轄地域を渡すという「諒解」に合意した。休戦期間は当初1時間とされたが、夜には無期限へと変更された。コルティッツ大将はレジスタンスに内部対立があることを知っており、休戦期間を設ければレジスタンスの団結が瓦解すると考えていた。
フランス国内軍も休戦に合意したが、翌8月20日午後には、一部の兵士がゲリラ的戦闘を再開した。コルティッツ大将はノルドリンク総領事を通じて「攻撃を停止しなければ、パリを空襲し、本職に与えられたパリ破壊命令を最大限に実行する用意がある」と警告した。ヒトラーもパリの被害を考慮せず、市の内外で戦うべきであると西方軍集団司令官ヴァルター・モーデル元帥に命令した。フランス国内軍は、連合軍の早期到着が必要であると考え、ガロワ少佐とノルドリンクの弟ロルフを中心とする2つの連絡班をアメリカ軍前線に派遣した。
その間に連合軍はパリ周辺の攻略を行い、8月21日にはパリ南方にあるルビーエ、ムラン、モントロー＝シュル＝ル＝ジャルドへ向かい、最終的にパリ東方にあるサンを占領した。そのためモーデル元帥はパリ防衛が不可能であると考え、パリの東と北で防衛する計画を具申した。しかしヒトラーはこれを退け、パリの東ではなくパリで防戦するよう命令した。

### 連合軍のパリ進軍決定
ド・ゴールは8月20日にアルジェを発ってノルマンディーに到着し、アイゼンハワー大将に臨時政府指揮下にある第2機甲師団をパリに進軍させるよう要請した。アイゼンハワーは要請を受け入れたものの、時期については明言しなかった。8月21日にド・ゴールはアイゼンハワーに書簡を送り、連合軍のパリ派兵がなければ臨時政府の権限で第2機甲師団をパリに向かわせると声明した。さらに第2機甲師団のフィリップ・ルクレール少将は独断でパリ派兵を決断し、アメリカ軍には秘密で準備を開始した。
翌8月22日、フランス国内軍が派遣したガロワ少佐の連絡隊が、アメリカ陸軍のオマール・ブラッドレー大将がいる第12軍集団司令部に到着し、次の内容を告げた。
- パリの大部分とすべての橋はフランス国内軍の支配下にある

- パリ防衛ドイツ軍の主力は退却した

- ドイツ軍が休戦に応じたのは退却のため

- コルティッツ大将は形式的に戦闘したら降伏することになっている

- 休戦期限は8月23日正午までになっているが、両軍とも尊重する意思はなく、ドイツ軍は休戦期間終了後にパリを破壊するおそれがある。

しかし、この情報は事実とは異なっており、ド・ゴールの側近の工作による完全な嘘であった。ド・ゴールとの交渉でパリ進軍もやむなしと考えはじめたアイゼンハワー大将と第12軍集団のブラッドレー大将はこの情報を信じ、第12軍集団の指揮下にあるアメリカ軍第1軍第5軍団を向かわせる事にした。第5軍団にはフランス第2機甲師団も所属しており、そのための配置であった。イギリス軍のバーナード・モントゴメリー大将にも部隊派遣要請があったが、指揮権の問題でアイゼンハワーと確執があったモントゴメリーはこれを拒否した。

### パリ進軍開始
第5軍団司令官レナード・T・ジロー少将はパリ進撃部隊を2つに分けた。
北方部隊進撃経路（アルジャンタン東部セー→ランブイエ→ヴェルサイユ）
- 第2機甲師団（英語版）主力、第38騎兵中隊の一部、工兵部隊、第76野砲旅団

南方部隊進撃経路（アランソン→シャルトル→パレゾー）
- 第2機甲師団の一部、第38騎兵中隊主力、第5軍団司令部、第4歩兵師団

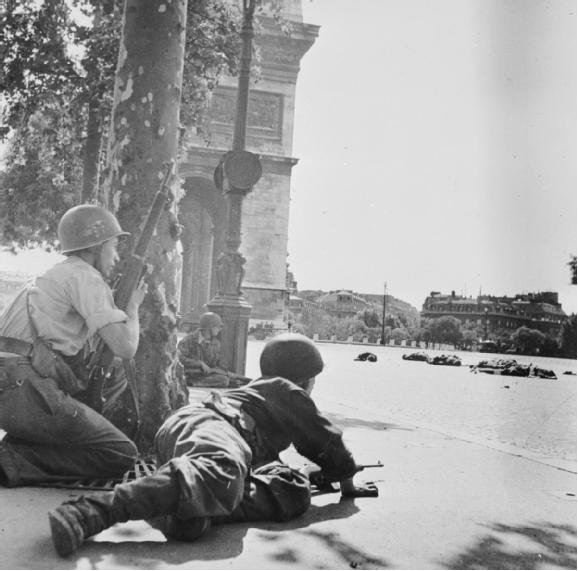
ドイツ軍の狙撃兵に備えるフランス軍第2機甲師団の兵士

パリ入城はあくまで第2機甲師団が先に行うことになっていたが、アメリカ軍の貢献も示すために第38騎兵中隊も同行することとなった。両軍は最終目的地で一旦停止し、ドイツ軍の抵抗が軽微である場合のみにパリ市内に入ることと決められた。軍の出発は当初8月22日中に行われる予定であったが、第2機甲師団の集結準備に手間取り、8月23日午前6時30分に進軍が開始された。両軍の進軍はいたってスムーズであり、フランス人による熱狂的な歓迎を受けるのみであった。北方部隊の目的地への到着予定時刻は24日午前5時10分、南方部隊は23日午後8時55分であった。
一方、パリではフランス国内軍と防衛軍による散発的な戦闘が続いていたが、おおむね休戦は維持されていた。しかし午前11時、コルティッツ大将のもとにヒトラーからパリの防衛、暴動鎮圧を命じた上で「パリは、廃墟以外の姿で敵に渡すべきではない」といういわゆる「パリ廃墟命令」が到着した。コルティッツはモーデル元帥に命令遂行が不可能であると上申したが、モーデルは総統命令は一部でも実行しなければならないと命令した。
同日正午すぎ、BBCで「パリ解放」の臨時ニュースが流れた。間もなく誤報であると訂正されたが、これは連合軍の進軍を督促するためのフランス国内軍ロンドン本部による工作であった。

### パリ攻略の障害

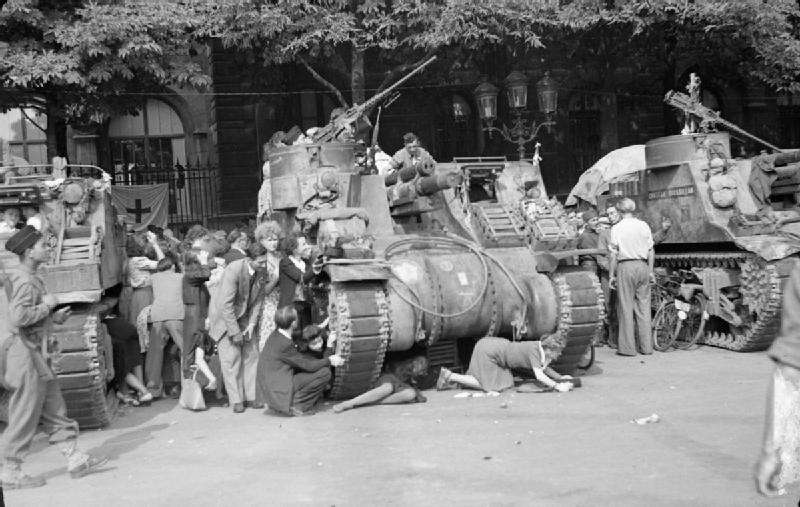
ドイツ軍からの攻撃を避け自走砲の脇に隠れるパリ市民

しかしその頃、北方部隊の進軍はフランス人や新聞記者の歓迎で遅れ、ヴェルサイユの到着予定の23日午後8時55分にランブイエ到着がやっとであると連絡が入った。北方部隊の到着と同じ頃ド・ゴールもランブイエに入り、ルクレール少将と今後の進軍計画について会談した。ルクレールは独自の偵察から、ヴェルサイユに向かうよりリムールの東アルバジャンに向かったほうがパリに向かいやすいと命令を無視する意向を伝え、ド・ゴールもその方針を支持した。しかしこのルートは南方部隊の進軍経路を横断する形となっており、8月24日の午前7時頃には南方部隊と交錯して大渋滞を来した。その上ルクレール部隊が向かったアルバジャンとパリの間にはドイツ軍の強固な防衛陣地があったため激しい抵抗を受けた。そのため第2機甲師団がパリ進軍期間に出した損害の大半はこの日のものであった。
また、フランス人による激しい歓迎も変わらず、この日の進軍は北方部隊に属する第2機甲師団主力が15マイル、南方部隊に属する第2機甲師団の一部が12マイルとはなはだ短いものであったが、南方部隊側はパリまで3マイルに迫っていた。ジロー少将はルクレールにやる気がないと判断し、第4歩兵師団のパリ入城許可を要請し、了承された。
しかし、ルクレールはその間に戦車3輛、装甲軌道車5輛からなるパリ突入部隊を派遣していた。突入部隊はパリ南部のイタリア門とオルレアン門の間からパリに入城し、午後11時55分にパリ市庁舎前に到着した。ラジオはルクレール師団の入城を伝え、ノートルダム大聖堂の鐘が打ち鳴らされた。しかしパリ市内のドイツ軍は健在であり、外周防備部隊も帰還してきていた。そのため街頭に出ていた市民は再度逼塞することになった。

### パリ防衛軍の降伏

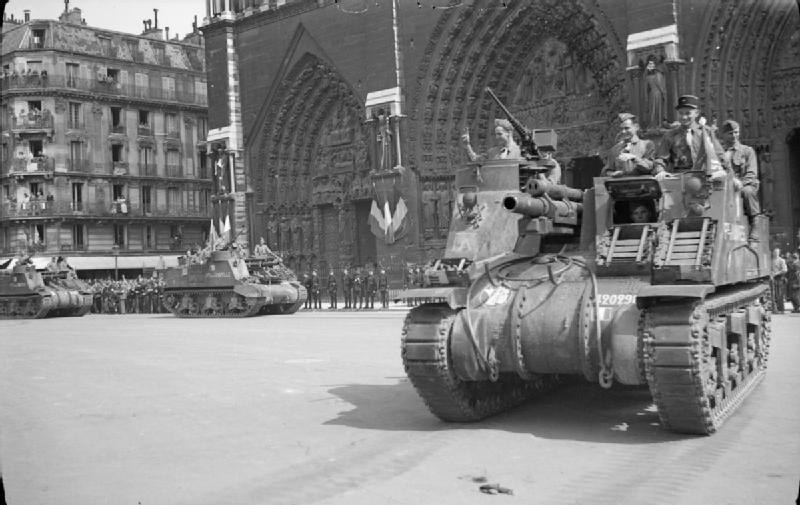
ノートルダム寺院前を行進する、自由フランス軍のプリースト自走砲

連合国を歓迎するために街頭に繰り出したパリ市民が、突然の狙撃に驚いて伏せる瞬間

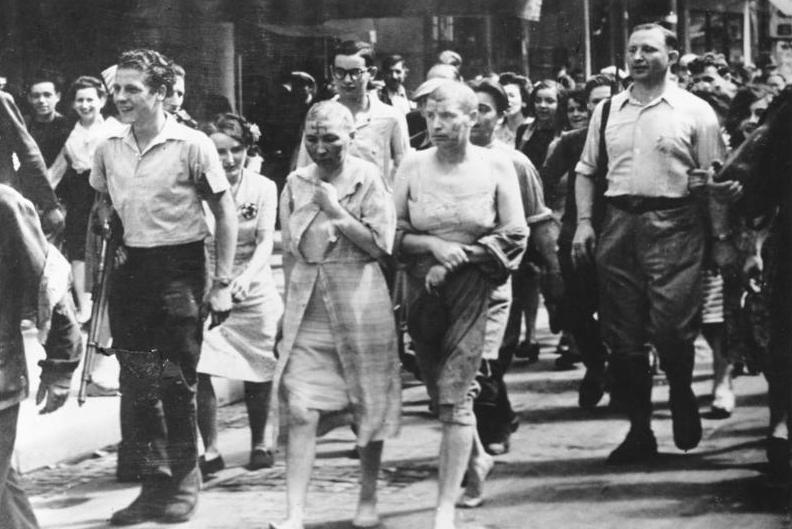
頭を刈られ引き回される親ドイツの女性達

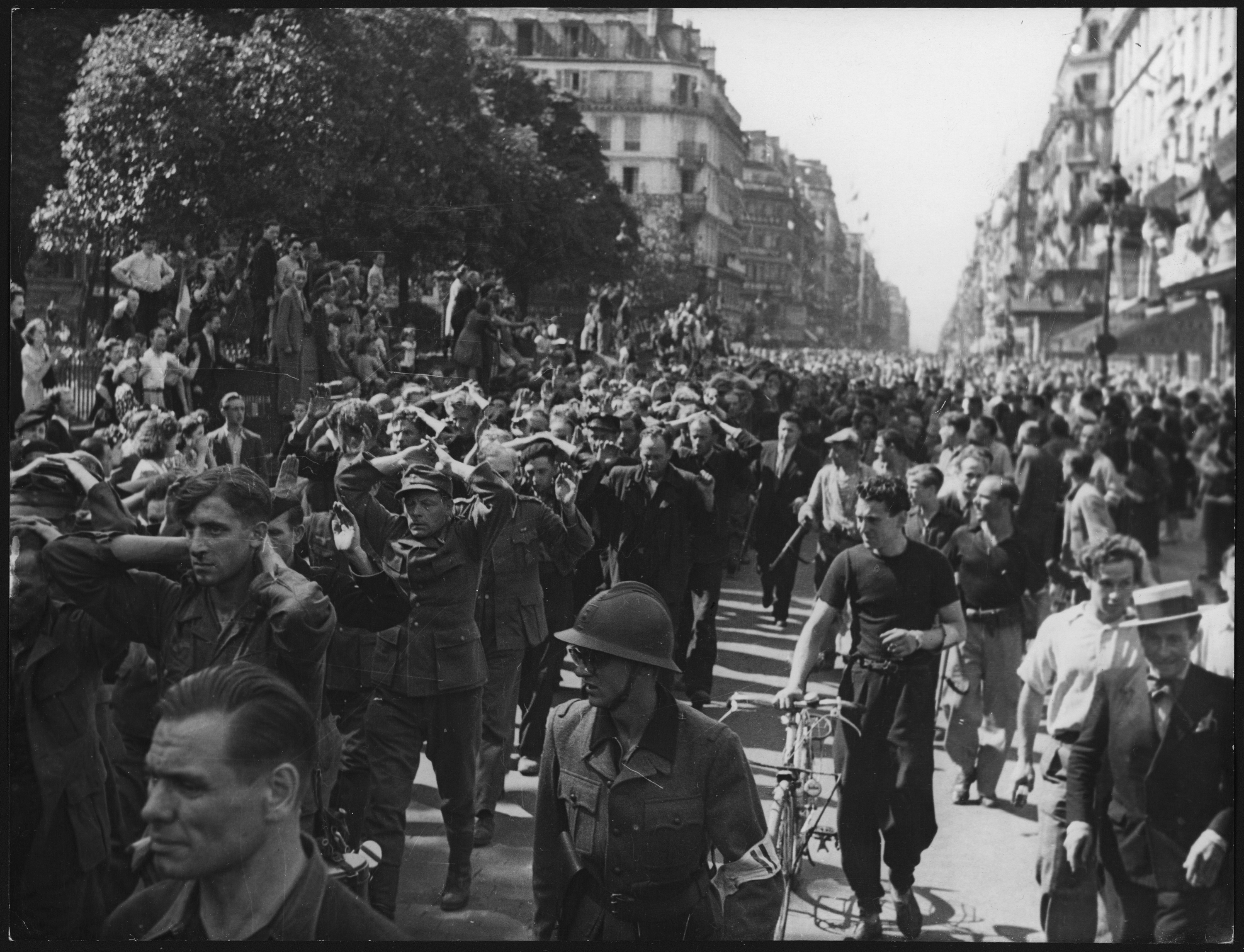
連行されるドイツ軍将兵

8月25日午前0時、アメリカ軍第4歩兵師団司令官レイモンド・O・バートン少将は第12歩兵連隊にパリ進出命令を出した。ルクレール少将も第2機甲師団の本隊を三つに分けて市内に突入させた。
各部隊はドイツ軍の抵抗と市民の激しい歓迎にあいながらも、午前11時30分には第12歩兵連隊がパリ南東部を占拠し、第2機甲師団隷下の部隊もエトワール広場、ブルボン宮殿に到着した。第2機甲師団部隊のうち、右翼を進んでいた一隊はドイツ軍の司令部があるオテル・ムーリス近くに進出し、コルティッツ大将に降伏勧告を行ったが、この時点では受け入れられなかった。
正午、エッフェル塔の頂上にシーツで作ったトリコロールが掲げられた。この旗を掲げたのは、1940年6月30日のパリ陥落の日に、ハーケンクロイツ旗を掲げるため、トリコロールをおろすことを命じられた消防士であった。同時刻、フランス国内軍の兵士約200人がオテル・ムーリスの攻撃を始め、コルティッツ大将も降伏を覚悟し始めた。しかし彼は正規軍である米軍や仏軍に降伏することはあっても、フランス国内軍に降伏することはできないと考えていた。
午後1時、パリの状況にいらだったヒトラーはパリ廃墟命令が実施されているか、最高司令部作戦部長アルフレート・ヨードル大将に質問した上で、「Brennt Paris?（パリは燃えているか？）」と3回にわたって叫び、長距離砲やV1飛行爆弾、空襲などあらゆる手段でパリを灰にするよう命じたが、結局外部からの焦土作戦は実行されなかった。
午後1時10分、オテル・ムーリスの玄関に自由フランス軍のアンリ・カルシェ中尉ら4人が乗り込んできた。正規軍と遭遇したコルティッツはこれを降伏の機会と考え、参謀を通じてカルシェ中尉に自分の部屋に来るよう伝えた。カルシェ中尉は司令官室に乗り込むと緊張のあまり「ドイツ語を話せるか」とドイツ語で叫んだ。「貴官よりいくらか上手だと思う」と答えたコルティッツは降伏する旨を伝え、司令部員は武装解除した。
コルティッツらはルクレールが司令部を置いたパリ警視庁に護送され、降伏文書を提示された。しかし、その文書にあったルクレールの肩書きは「フランス共和国臨時政府パリ軍政司令官・第2機甲師団長」であり、「連合国軍」ではなかった。するとその部屋にフランス国内軍イル＝ド＝フランス地域圏部隊隊長のアンリ・ロル＝タンギー大佐（通称ロル大佐）とフランス国内軍に属する軍事行動委員会（COMAC）共産党代表モーリス・クリーゲル＝ヴァリモン（Maurice Kriegel-Valrimont）が無理やり入室し、「ロル大佐にも降伏文書調印資格がある」と主張しルクレールと交渉し始めた。ルクレールと2人の交渉はしばらく続いたが、結局ロル大佐の調印参加が認められ、午後3時30分に降伏文書は調印された。コルティッツが降伏命令を各部隊に発出したことで、パリ市内のドイツ軍部隊は午後7時35分までにはほとんど降伏し、ブローニュの森にいる2600人の部隊を残すのみとなった。

### 降伏後
ドイツ軍降伏を知ったパリ市民は、占領期間の有力者やフランス民兵団、ヴィシー政府やドイツへの「コラボラシオン（協力）」の「コラボラトゥール（協力者）」狩りに乗りだし、次々に対象者への暴行や殺害を行っていった。またドイツ軍将兵の愛人であったりするなど、ドイツ軍に近しいフランス人女性は、髪の毛を丸刈りにする（スキンヘッド）、裸にハーケンクロイツを書かれる等の私刑を受けてさらし者にされた。
さらに降伏したドイツ軍将兵に対する暴行や殺害が行われたほか、「ドイツの協力者」と誤認されて暴行などの被害に遭う市民も多数おり（その中には、レジスタンス協力者まで含まれていた）、権力の空白期間が生まれたことで警察機能がなくなっていたこともあり、興奮した市民による混乱はしばらく治まらなかった。
また、パリ市内に入城したフランス軍とアメリカ軍を中心とした連合国軍部隊は解放を喜ぶパリ市民から熱狂的な歓迎を受け、シャンパンやワインなどの飲食の提供のみならず老若男女からの抱擁やキスを受けることとなった。

## 解放後のパレード

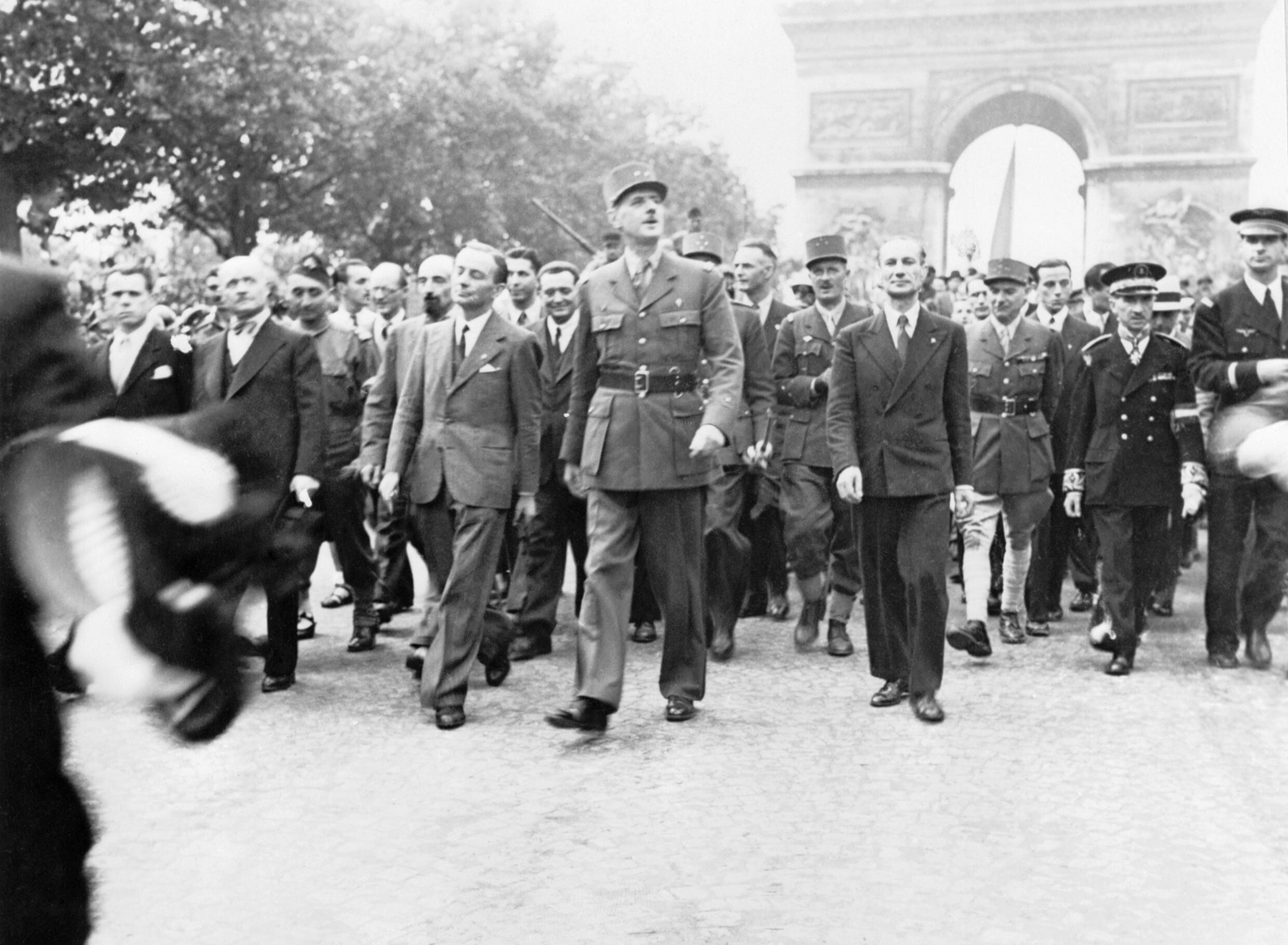
凱旋門前でパレードを行うド・ゴール

ド・ゴールは降伏が成立した後の午後4時半頃に陸軍省に移り、オテル・ド・ヴィル（パリ市庁舎）で臨時政府の帰還と解放を伝える演説を行った後に、翌日の凱旋パレードを計画した。さらに英米軍に対して将兵の参加要請を出した上に、パレード終了後は第2機甲師団を連合軍の編成から外すと通告してきた。第5軍団のジロー少将は激怒し、第12軍集団司令部からパレード参加の禁止と前線への前進命令を受け取ってルクレール少将に下命した。しかしルクレールは「政府の元首」であるド・ゴールの方針に従うと伝え、ド・ゴールもパレード実施を強行した。
8月26日にはパリのシャンゼリゼ通りで第2機甲師団を中心とするパレードが行われた。しかし、市内にはなおドイツ軍の狙撃兵が残っており、時折、銃弾が飛来して市民が慌てて地面に伏せるような事態も発生した。
29日には、アメリカ陸軍第28歩兵師団によるパレードが行われた。この時には警察機能が回復するとともに市民の興奮、混乱も収束し、パリ市内は既に安全な状態となっていた。自由フランス軍とアメリカ軍の車両がパリの道路を進むと、喜びに満ちた群集が彼らを歓迎した。以後、毎年8月25日にはパリ解放を記念する式典が開かれる。2004年の60周年記念式典では、オテル・ド・ヴィルの外で音楽に合わせて道で踊る人々の間を当時のフランス軍とアメリカ軍を表す2種類の装甲車両による軍事パレードが行なわれた。